# Vila de Rei (freguesia)
A Freguesia de Vila de Rei é uma freguesia portuguesa do Município de Vila de Rei com 142,02 km² de área e 2595 habitantes (censo de 2021), tendo, por isso, uma densidade populacional de 18,3 hab./km².
Foram alcaides-mores de Vila de Rei a família Pacheco Pereira, do Porto.

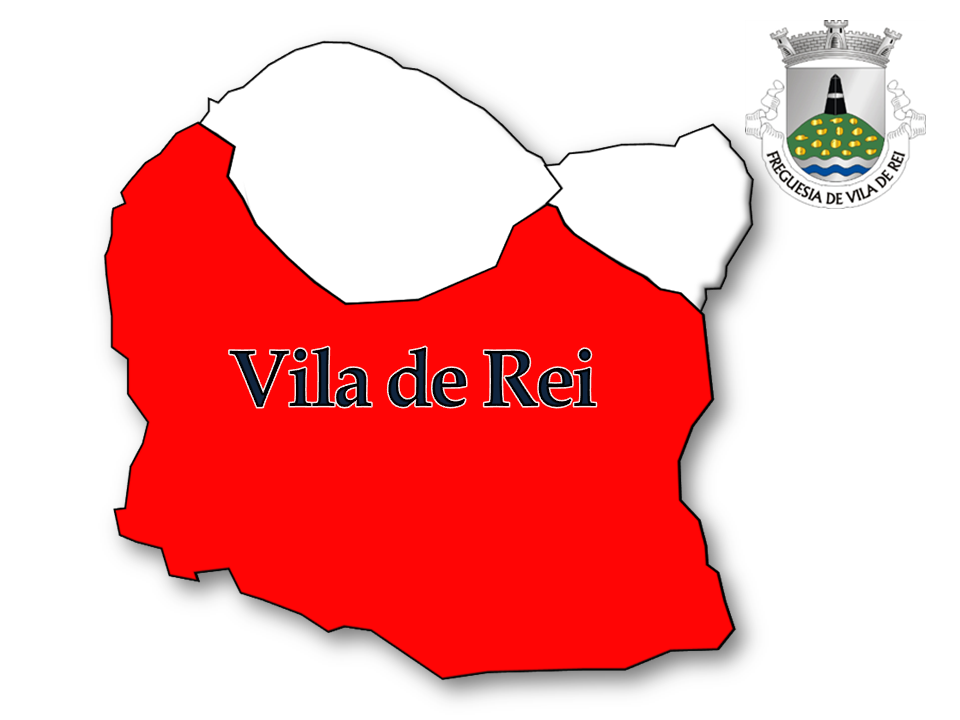
Localização da Freguesia de Vila de Rei no Município de Vila de Rei

## Demografia
A população registada nos censos foi:
| Ano  | 0-14 Anos | 15-24 Anos | 25-64 Anos | > 65 Anos |
| 2001 | 308       | 272        | 1087       | 837       |
| 2011 | 301       | 214        | 1155       | 940       |
| 2021 | 266       | 227        | 1117       | 985       |

## Património
- Capela do Cristo Rei
- Museu das Aldeias
- Ponte romana (no Vale da Urra)
- Trecho da albufeira da Barragem de Castelo de Bode
- Penedo Furado

## Localidades da freguesia
- Água Formosa (Aldeia de Xisto)
- Aivado
- Alcamim
- Aldeia dos Couços
- Almofala
- Aveleira
- Azenha Cimeira
- Azenha do Meio
- Azenha Fundeira
- Boafarinha / Francilheira
- Borda da Ribeira
- Braçal
- Brejo Cimeiro
- Brejo do Serro
- Brejo Fundeiro
- Borreiros
- Cabecinha
- Casais da Pereira
- Casal Cimeiro
- Casal Formoso
- Casal Novo
- Cercadas
- Cidreiro
- Couço Cimeiro
- Eira Velha
- Escalvadouro
- Estevais
- Fernandaires
- Fonte Boa
- Fundo da Lameira
- Isna Nova
- Isna Velha
- Ladeira
- Lavadouro
- Lousa
- Macieira
- Malhada
- Marmoural
- Marinha
- Milreu
- Milriça
- Olho de Água
- Orgueira
- Palhota
- Paredes
- Penedo
- Pereiro Cimeiro
- Pereiro Fundeiro
- Pisão Cimeiro
- Pisão Fundeiro
- Ponte do Codes
- Portela
- Portela do Curral
- Quinta do Pranto
- Quinta das Laranjeiras
- Relva
- Ribeiros
- Salavisa
- Seada
- Trutas
- Valadas
- Valadinhas / Charneca
- Vale das Casas
- Vale do Grou
- Vale dos Solteiros
- Vale da Urra
- Vale de Velido
- Várzea de Ordem
- Várzeas
- Videiral
- Vila de Rei
- Vilar / São Martinho
- Vilar Chão
- Zaboeira
- Zevão